# Ferenc III Nádasdy
Pour les articles homonymes, voir Ferenc Nádasdy et Nádasdy.
Ferenc III Nádasdy, en allemand, Franz Leopold von Nádasdy, appelé général Nadasti dans les textes français du XVIIIe siècle, né le 30 septembre 1708 à Bad Radkersburg (Styrie, Autriche) et mort le 22 mars 1783 à Karlstadt (aujourd’hui Karlovac, en Croatie), est un militaire et homme d’Etat autrichien des règnes de Charles VI, Marie-Thérèse et Joseph II.

## Biographie
Issu de la famille Nádasdy, maison de la noblesse hongroise, il entre dans l’armée autrichienne en 1727.
Il se distingue pendant la guerre de Succession d’Autriche (1740-1748). En 1744, notamment, il s'empare des lignes de la Lauter puis de Saverne aux côtés des pandoures du baron de Trenck, prenant le contrôle du col de Saverne sur la route royale vers Paris. Cette occupation ne dure pas très longtemps, mais a laissé des souvenirs localement.
En 1756, il est nommé ban (vice-roi) de Croatie, titre qu’il conservera jusqu’à sa mort.
Pendant la guerre de Sept Ans, il remporte contre les Prussiens la bataille de Moys (7 septembre 1757). Après la victoire prussienne de Leuthen (5 décembre 1757), il quitte le service armé.
L’impératrice Marie-Thérèse le nomme Generalfeldmarschall en 1758.
Il se consacre désormais à l’administration de la Croatie où il réorganise les confins militaires, territoires situés le long de la frontière avec l’Empire ottoman.

## Sources
- (de) Cet article est partiellement ou en totalité issu de l’article de Wikipédia en allemand intitulé « Franz Leopold von Nádasdy » (voir la liste des auteurs).